# TEN31 Bank
Die TEN31 Bank AG (ehemals WEG Bank AG) ist ein deutsches Kreditinstitut in Form einer Aktiengesellschaft mit Sitz in Ottobrunn bei München. Die Bank wurde im Jahr 2015 mit dem alleinigen Fokus auf die deutsche Wohnungswirtschaft gegründet.

## Geschichte
Am 1. August 2014 stellte die GRAFAP Beteiligungen UG (haftungsbeschränkt) Antrag auf Erteilung einer Erlaubnis zum Betreiben von Bankgeschäften. Die Gesellschaft befand sich zu diesem Zeitpunkt im Prozess der Umwandlung in eine Aktiengesellschaft. Der Antrag wurde durch die Bundesanstalt für Finanzdienstleistungsaufsicht (BaFin) am 18. Juni 2015 genehmigt. Anschließend firmierte die Gesellschaft in WEG Bank AG um.
Als CRR-Kreditinstitut verfügte die Bank zunächst über die Erlaubnis, sowohl das Einlagengeschäft als auch das Kreditgeschäft zu betreiben. Die Bank war zu diesem Zeitpunkt im alleinigen Eigentum der von Hauff Holding GmbH, einer Beteiligungsgesellschaft von Matthias von Hauff. Dies war nach Gründung der BfW – Bank für Wohnungswirtschaft AG die zweite Gründung einer Bank durch den in Mannheim gebürtigen Unternehmer.
2020 wurde die imovion GmbH gegründet, ein Joint Venture der TEN31 Bank AG und der BEST GRUPPE. Die imovion GmbH spezialisiert sich auf Dienstleistungen zur Verwalternachfolge für Unternehmen in der Immobilienwirtschaft.
2021 expandierte die Bank ihr Geschäftsfeld in die Niederlande. Aufgrund der Expansion und der internationalen Ausrichtung agiert die Bank seit dem 18. August 2021 unter dem Namen „TEN31 Bank AG“.
Seit 2024 ergänzt die TEN31 Dienstleistungen GmbH als Tochtergesellschaft der TEN31 Bank AG das Angebot für Immobilienverwaltungen und WEGs. Als Komplett-Dienstleister für den kaufmännischen Bereich übernimmt diese Aufgaben wie Buchhaltung, Zahlungsverkehr oder Abrechnungserstellung.

## Technik
Die TEN31 Bank AG ist dem genossenschaftlichen Rechenzentrum der Atruvia AG angeschlossen und nutzt als Kernbankensystem deren Software agree21.

## Wohnungswirtschaftliche Ausrichtung
Zum Zeitpunkt der Geschäftsaufnahme im Januar 2016 hatte die Bank einen alleinigen Fokus auf Kunden aus der Wohnungswirtschaft, insbesondere Verwalter von Wohnungseigentümergemeinschaften (WEGs), woraus sich auch ihr Name ableitete. Die Bank hatte sich auf die Verwaltung von Einlagen und die Vergabe von Krediten an WEGs spezialisiert. Zum 30. September 2019 zählten bereits über 1000 WEGs zu den Kunden der Bank.

## Belege
1. 1 2  Stammdaten des Kreditinstitutes bei der Deutschen Bundesbank
2. ↑  Jahresabschluss zum 31. Dezember 2023 im Unternehmensregister
3. ↑   Imovion
4. ↑  TEN31 Dienstleistungen GmbH - Buchhaltung,die entlastet. Abrechnung,die passt. Abgerufen am 2. Juli 2025.

Koordinaten: 48° 4′ 29,8″ N, 11° 39′ 8,1″ O